# Rząd Jurija Jechanurowa
Rząd Jurija Jechanurowa – ukraiński rząd funkcjonujący od września 2005 do 4 sierpnia 2006. 
Jurij Jechanurow został powołany na pełniącego obowiązki premiera w dniu 8 września 2005, po odwołaniu przez prezydenta Wiktora Juszczenkę dotychczasowego szefa rządu - Julii Tymoszenko. 22 września Rada Najwyższa Ukrainy ostatecznie zatwierdziła jego kandydaturę, w październiku uzupełniono jego skład o 4 ministrów.
Do rządu weszli przedstawiciele takich partii, jak Ludowy Związek "Nasza Ukraina" (NSNU), Ukraińska Partia Ludowa (UNP), Socjalistyczna Partia Ukrainy (SPU), partia Reformy i Porządek (PRP), Ludowy Ruch Ukrainy (NRU) i bezpartyjni.
10 stycznia 2006 parlament zdecydował o odwołaniu rządu, jednak zbliżające się wybory parlamentarne i związane z nimi próby budowania nowej koalicji rządowej przedłużyły jego funkcjonowanie do 4 sierpnia 2006, tj. do czasu powołania rządu Wiktora Janukowycza.

## Skład rządu

### W dniu powołania
- Jurij Jechanurow (NSNU) - premier
- Stanisław Staszewski (NSNU) - I wicepremier
- Wiaczesław Kyryłenko (NSNU) - wicepremier ds. polityki społecznej
- Roman Bezsmertnyj (NSNU) - wicepremier ds. polityki regionalnej
- Wiktor Bałoha (NSNU) - minister ds. sytuacji nadzwyczajnych
- Ołeksandr Baraniwskyj (SPU) - minister polityki rolnej
- Wiktor Bondar (bezp.) - minister transportu
- Bogdan Buca (NSNU) - minister bez teki, sekretarz rządu
- Anatolij Hrycenko (bezp.) - minister obrony
- Pawło Ihnatenko (NSNU) - minister ochrony środowiska naturalnego
- Arsenij Jaceniuk (bezp.) - minister gospodarki
- Pawło Kaczur (NSNU) - minister budownictwa
- Jurij Łucenko (SPU) - minister spraw wewnętrznych
- Stanisław Nikołajenko (SPU) - minister edukacji i nauki
- Jurij Pawlenko (NSNU) - minister ds. rodziny, młodzieży i sportu
- Iwan Płaczkow (bezp.) - minister paliwa i energetyki
- Wiktor Pynzenyk (PRP) - minister finansów
- Iwan Sachań (bezp.) - minister pracy i polityki socjalnej
- Wołodymyr Szandra (NSNU) - minister polityki przemysłowej
- Borys Tarasiuk (NRU) - minister spraw zagranicznych
- Wiktor Topołow (NSNU) - minister polityki węglowej

### Od października 2005
- Ihor Lichowyj (bezp.) - minister kultury i sztuki
- Jurij Melnyk (UNP) - wicepremier ds. polityki rolnej
- Jurij Poljaczenko (bezp.) - minister zdrowia
- Serhij Hołowatyj (bezp.) - minister sprawiedliwości